# Protección Sísmica o Antisísmica
La protección sísmica o antisísmica trata de los medios y dotaciones que son precisos para asegurar las construcciones de eventuales movimientos sísmicos.
La correcta solución necesita conocer datos previos del terreno donde se asienta la construcción.
El segundo dato fundamental es la dotación a la estructura de las juntas elásticas adecuadas para absorber las energías que generen los movimientos tectónicos.
El tercer factor relevante es conjuntar el diseño total de la construcción teniendo en cuenta los factores de asentamiento y estructurales para que el conjunto de la vivienda pueda ser totalmente segura.
Estos requisitos solamente pueden ser satisfechos mediante estudios apropiados y tecnologías adecuadas.